# Ballungsraum Osnabrück
|                        |                                   |
| Ballungsraum Osnabrück |                                   |
|                        |                                   |
| Land                   | Niedersachsen Nordrhein-Westfalen |
| Fläche:                | 424,48 km²                        |
| Einwohner:             | 272.704                           |
| Bevölkerungsdichte:    | 642,44 Einwohner/km²              |
| Gliederung:            | 1 Kreisfreie Stadt, 6 Gemeinden   |

Der Ballungsraum Osnabrück ist ein städtischer Verdichtungsraum im südwestlichen Niedersachsen mit 272.704 Einwohnern (31. Dezember 2020) auf einer Fläche von 424,48 km2. Außer der 164.223 (31. Dezember 2020) Einwohnern umfassenden Kernstadt Osnabrück gehören auch noch die Kommunen Belm, Bissendorf, Hasbergen, Georgsmarienhütte, Lotte und Wallenhorst mit insgesamt 108.481 Einwohnern (31. Dezember 2020) zum Ballungsraum. Dass diese Gemeinden von einer Eingemeindung in die Stadt Osnabrück verschont blieben, liegt an dessen Tallage, der geographischen Nähe zu Nordrhein-Westfalen, aber auch an kommunalpolitischen Erwägungen. Man befürchtete, dass sich die Mehrheitsverhältnisse im Stadtrat ändern könnten.
Während die Einwohnerzahl in der Kernstadt Osnabrück starken Schwankungen unterliegt, steigt die Einwohnerzahl in den restlichen Gemeinden des Ballungsraums kontinuierlich an.